# Dunrekken
Dunrekken (duntrekken) is een proces waarbij (een eerst diepgetrokken product) met een stempel door een aantal na elkaar geplaatste trekringen worden geperst waarbij de binnendiameter constant blijft en de wanddikte afneemt. Bij dit proces start men met een reeds gevormd product (Bijvoorbeeld: een voorgevormde beker voor het produceren van een blikje). Dit in tegenstelling tot het dieptrekken waarbij men vertrekt van een vlakke plaat.  
Hierdoor wordt het product (bijvoorbeeld een frisdrankblikje of een spuitbus) dus dieper. 